# Metaporana sericosepala
Metaporana sericosepala är en vindeväxtart som beskrevs av Verdcourt. Metaporana sericosepala ingår i släktet Metaporana och familjen vindeväxter. Inga underarter finns listade i Catalogue of Life.